# Friedrich Wilhelm Heinz
Friedrich Wilhelm Heinz (* 7. Mai 1899 in Frankfurt am Main; † 26. Februar 1968 in Bad Nauheim) war ein deutscher rechtsextremer Terrorist, Journalist, Schriftsteller und Nachrichtendienstoffizier. Während der Weimarer Republik war er führendes Mitglied der Terrororganisation Organisation Consul. Als nationalrevolutionärer Gegner Adolf Hitlers konspirierte er in der Zeit des Nationalsozialismus mit dem militärischen Widerstand um Hans Oster. Nach dem Zweiten Weltkrieg baute er in Konkurrenz zur Organisation Gehlen einen deutschen Nachrichtendienst in der Bundesrepublik Deutschland, den sogenannten Friedrich-Wilhelm-Heinz-Dienst, auf.

## Leben

### Soldat im Ersten Weltkrieg 1914–1918
Der Sohn eines Apothekers trat als Kind in die Frankfurter Pfadfindergruppe „Schwarze Freischar“ ein, die zum Jungdeutschland-Bund gehörte.
Am 3. Mai 1916 meldete er sich als Kriegsfreiwilliger und trat in das Ersatzbataillon des Berliner Garde-Füsilier-Regiments ein. Am 8. Oktober 1916 wurde er Fahnenjunkeranwärter in dem in Wreschen (Posen) stationierten III. Bataillon des Infanterie-Regiments „Graf Kirchbach“ (1. Niederschlesisches) Nr. 46 und bereits am 2. Januar 1917 zum Fahnenjunker befördert.
Schon früh betätigte er sich auch politisch, zunächst in der rechtsnationalen Deutschen Vaterlandspartei.
Nach der Teilnahme an der Dritten Flandernschlacht und der Schlacht von Cambrai absolvierte er Ende 1917 bis März 1918 eine Ausbildung an der Infanterieschule Döberitz, nach der er zum Fähnrich befördert wurde. Er nahm danach an der deutschen Frühjahrsoffensive und den nachfolgenden Stellungskämpfen teil, während der er am 21. Juli 1918 zum aktiven Leutnant befördert wurde. Im August 1918 wurde er schwer verwundet und erlebte das Kriegsende im Lazarett.

### Grenzschutz in der Provinz Posen 1919–1920
Nach seiner Genesung diente Heinz im April bis Juni 1919 als freiwilliger Kombattant im Freiwilligen Infanterieregiment Nr. 46 des Grenzschutzes Ost an der Provinz Posen – niederschlesischen Grenze. Im aktiven Kampfeinsatz gegen polnische Aufständische im Großpolnischen Aufstand der Provinz Posen, entgleiste sein behelfsmäßiger Panzerzug am 23. Juni 1919 durch eine von polnischer Seite ausgeführte Schienensprengung, dabei wurde er erneut schwer verwundet. Am 11. Januar 1920 erfolgte seine Rückkehr zum IR 46 und bis zur Verabschiedung am 31. März 1920 als kriegsversehrter Oberleutnant wurde er als militärischer Erzieher in der Kadettenanstalt Wahlstatt abkommandiert.

### Führendes Mitglied der Organisation Consul
Über einen politischen Informationskurs im Frühsommer 1919 kam Heinz in Kontakt mit der „Nationalen Vereinigung“ um Walther von Lüttwitz und Wolfgang Kapp. Hier lernte er auch Waldemar Pabst, Hermann Ehrhardt, Erich Ludendorff und Wilhelm Canaris kennen. Heinz schloss sich der Marine-Brigade Ehrhardt an und nahm während des Kapp-Putsches im März 1920 als Kompanieführer an ihrem Marsch auf Berlin teil. In der Brigade fand er Gleichgesinnte wie Manfred von Killinger und Erwin Kern. Heinz schloss sich der von Erhardt organisierten rechtsterroristischen Organisation Consul (O.C.) an und avancierte bald zum Zentrum der Frankfurter Gruppe, zu der auch Ernst von Salomon, Hartmut Plaas und Karl Tillessen stießen. Heinz war an der Vorbereitung der politischen Morde an Matthias Erzberger, Philipp Scheidemann und Walther Rathenau unmittelbar beteiligt. Im Gegensatz zu Plaas, Tillessen und Salomon, die zu mehrjährigen Haftstrafen verurteilt wurden, gelang es Heinz, die Behörden davon zu überzeugen, er habe von den Attentatsplänen nichts gewusst. Nach 1933 gestand Heinz seine Beteiligung offen ein.
Allerdings verfügte Heinz auch über beste Verbindungen zur Reichswehr. Auf der einen Seite wollte die Reichswehr unter den Rechtsradikalen eine stille Personalreserve bilden, besser bekannt als „Schwarze Reichswehr“. Auf der anderen Seite wirkte Heinz in ihrem Auftrag nicht nur im Ausbildungsbataillon des hessischen Infanterieregiments mit, sondern arbeitete auch im illegalen Nachrichtendienst „Deutscher Überseedienst“ (DÜD) mit. Das Agentennetz des DÜD betrieb Spionage und Waffenhandel, berichtete über liberale und linke Gegner und verübte während der Ruhrbesetzung Sabotageakte gegen die Franzosen. Dabei schaltete Heinz auch konkurrierende Organisationen zur inzwischen als Bund Wiking firmierenden O.C. aus, wie den separatistischen „Blücherbund“, den er an die Polizei verriet. Gemäß dem Femeparagraphen der O.C. beteiligte sich Heinz im März 1922 an dem Fememordversuch an dem vermeintlichen Spitzel Erwin Wagner. Erst 1926 kam die Tat ans Licht. Heinz wurde im März 1927 gemeinsam mit Ernst von Salomon und einem weiteren Mitglied der O.C. im sogenannten „Gießener Fememordprozeß“ vor Gericht gestellt, aber aus Mangel an Beweisen freigesprochen, ein, wie der Historiker Martin Sabrow feststellt, „glatter Fehlspruch“.
Die O.C. bzw. der Bund Wiking bildeten nach einer Absprache zwischen Hitler mit Ehrhardt gemeinsam mit der NSDAP und ihrer SA ein Kartellverhältnis. Heinz und Tillesen bauten die NSDAP und SA in Hessen auf. SA-Führer Hermann Göring bezeichnete Heinz 1923 noch als „oberste Instanz“ für die SA in Hessen und Hessen-Nassau. Als Ehrhardt seine Brigade im Vorfeld des Hitlerputsches im Oktober 1923 an der bayerischen Grenze für einen Marsch auf Berlin aufstellte, sollte die Gruppe Heinz die Flanken gegen das Ruhrgebiet und Thüringen sichern. Den Marsch zur Feldherrnhalle erlebte Heinz als unbeteiligter Augenzeuge. Er wurde wenig später verhaftet und nach Intervention der Reichswehr entlassen.

### Im Stahlhelm, Bund deutscher Frontsoldaten und der NSDAP
In den Monaten nach dem gescheiterten Putsch hatten sich Bund Wiking und NSDAP ungeachtet ideologischer Gemeinsamkeiten allerdings entfremdet. Eine Gruppe des Bund Wiking um Heinz setzte sich für eine nationalrevolutionäre Querfrontpolitik ein und fand ihre politische Heimat 1925 zunächst im Stahlhelm, Bund der Frontsoldaten. Heinz zog nach Magdeburg und publizierte im Verbandsorgan neben Ernst Jünger, Franz Schauwecker und Georg Dertinger und anderen. 1929 lernte er Friedrich Hielscher kennen, mit dessen Weltanschauung er sich zunehmend identifizierte. Später las er dessen 1932 erschienenes Buch Das Reich, zu dem er bemerkte, es enthalte sein „politisches Glaubensbekenntnis“. Seit 1933/34 distanzierte er sich allerdings zunehmend von Hielscher und brach schließlich den Kontakt ab. Mit ihren Positionen erregten die sogenannten „Jungen“ allerdings auch bald den Unwillen der Traditionalisten im Stahlhelm. Nach einem Intermezzo im braunschweigischen Landesverband 1928/29 trat Heinz zum 1. April 1929 der NSDAP bei (Mitgliedsnummer 125.532), wo er sich zum nationalrevolutionären Flügel um Otto und Gregor Strasser orientierte. Er schloss sich außerdem der Landvolk-Bewegung an, wo inzwischen auch Plaas, Bruno und Ernst von Salomon und Walther Muthmann aktiv waren. Von hier betrieb Heinz die Entmachtung Hitlers zugunsten des Strasser-Flügels. Bernhard Rust durchschaute diesen Versuch und leitete ein Parteiausschlussverfahren ein, das vier Monate später zum Parteiausschluss führte.
Danach arbeitete Heinz in Berlin als Schriftsteller und Journalist für den Hugenberg-Konzern, als Presseobmann der Schwarzen Front Otto Strassers und als persönlicher Referent Ehrhardts. 1931 versuchte er vergeblich einen Zusammenschluss der Gruppen um Ehrhardt, Strasser und Walther Stennes zu vermitteln. Er brach mit Ehrhardt und gründete mit Schauwecker und August Winnig den Nationalverband Deutscher Schriftsteller. Außerdem gehörte er dem Jungkonservativen Club und der Gesellschaft zum Studium des Faschismus an. 1933 kehrte er in die Bundesleitung des Stahlhelms zurück.

### Während des Nationalsozialismus
Zwar begrüßte Heinz die Machtergreifung vom 30. Januar 1933, geriet aber als Parteigänger Strassers zwischen die Fronten und entging nur auf Fürsprache den politischen Säuberungen nach dem Reichstagsbrand und dem „Röhm-Putsch“. Sein Gesuch auf Wiederaufnahme in die NSDAP wurde abgelehnt. Nach der Auflösung des Stahlhelms 1936 ließ sich Heinz zur Wehrmacht reaktivieren und wurde auf Vermittlung von Canaris Presseoffizier der Abwehrabteilung im Reichskriegsministerium.
Auch in seiner neuen Stellung hatte Heinz Kontakt zu Kreisen der sich neu formierenden rechten Opposition. Während der „Septemberverschwörung“ 1938 stellte er nach Absprache mit seinem Vorgesetzten Hans Oster einen Stoßtrupp zusammen, der in die Reichskanzlei eindringen sollte, um Adolf Hitler entweder zu verhaften oder zu erschießen. Nach Heinz’ Vorstellungen sollte nach der Beseitigung Hitlers die Monarchie unter Wilhelm von Preußen, dem ältesten Sohn des deutschen Kronprinzen, restauriert werden. Der Stoßtrupp kam wegen des Zustandekommens des Münchner Abkommens nicht zur Ausführung. Im August 1939 erhielt Heinz die Leitung über die Gruppe III C (Abwehr Inland) im Amt Ausland/Abwehr. Der Tod des Kaiserenkels, mit dem ihn eine enge Freundschaft verband, im Frankreichfeldzug erschütterte ihn.
Im Dezember 1940 wurde Heinz als Major Kommandeur des I. Bataillons/Lehrregiment z. b. V. 800 Brandenburg, einer Einheit für Sondereinsätze unter Kontrolle der Abwehr. Mit diesem nahm er am Unternehmen Barbarossa teil, wobei ihm zusätzlich das aus ukrainischen Nationalisten gebildete Bataillon Nachtigall unterstellt war. Heinz wurde hierbei Zeuge der Massenmorde in Lemberg im Sommer 1941, über die er einen kritischen Bericht an das übergeordnete Armeekorps verfasste. Nach dem Abzug seines Bataillons von der Ostfront erhielt er von Canaris den Auftrag, eine Abwehrschule und eine sogenannte V-Abteilung zur Führung von V-Leuten und Agenten aufzustellen. Im Januar 1943 wurde er Kommandeur des 4. Jägerregiments „Brandenburg“ in dem inzwischen aufgestellten Sonderverband Brandenburg, mit dem er im Partisanenkrieg in Jugoslawien eingesetzt wurde. Bereits im September 1943 wurde der inzwischen zum Oberstleutnant beförderte Heinz allerdings in die Führerreserve des Wehrkreises III (Berlin) versetzt, in dem er dann zum Kommandeur des Heeresstreifendienstes ernannt wurde. Am Attentat vom 20. Juli 1944 war er nur am Rande beteiligt, musste aber ab November 1944 untertauchen und überlebte das Kriegsende im Untergrund.

### Nach dem Zweiten Weltkrieg
Unmittelbar nach dem Ende des Zweiten Weltkriegs beschaffte Heinz im Auftrag der Stadt Berlin Nahrungsmittel im Umland. Er wurde Bürgermeister in Bad Saarow-Pieskow und gründete mit Gustav Dahrendorf die SPD im Kreis Fürstenwalde/Spree. Im Sommer 1946 kehrte er nach Berlin zurück und arbeitete als Journalist unter anderem unter dem Pseudonym „Horst Falkenhagen“. Zugleich knüpfte er Verbindungen zum französischen, niederländischen und amerikanischen Geheimdienst. Während der Berlin-Blockade wurde Heinz von den Amerikanern ausgeflogen und von den Franzosen in Neuwied mit einer Verlagslizenz ausgestattet. Das Agentennetz, das Heinz aufbaute, war aber de facto ein amerikanischer Nachrichtendienst, so dass die Franzosen ihre Zusammenarbeit 1948/49 einstellten.
Heinz erhielt 1950 die Deutschlandvertretung der Nachrichtenmagazine Time und Life und wurde zum Aufbau eines militärischen Nachrichtendienstes für Bundeskanzler Konrad Adenauer herangezogen. Er baute den Friedrich-Wilhelm-Heinz-Dienst (FWHD) auf, welcher der Zentrale für Heimatdienst (ZfH) im Geschäftsbereich des Bundeskanzleramtes angegliedert war. Dabei geriet er in Konkurrenz zur Organisation Gehlen unter Reinhard Gehlen. Mit Billigung von Hans Globke sammelte der Präsident des Bundesamtes für Verfassungsschutz, Otto John, Material gegen Heinz. Zum 1. Oktober 1953 wurde das Dienstverhältnis aufgelöst.
Im Dezember 1954 besuchte Heinz das sowjetische Hauptquartier in Berlin-Karlshorst. Bis heute ist unklar, was Heinz dort wollte. Der KGB hatte gehofft, Heinz anwerben zu können. Das Ministerium für Staatssicherheit der DDR ging aber später von einer Finte aus. Unwahrscheinlich erscheint allein Heinzens Behauptung, er sei entführt worden.
Heinz ließ sich in der Nähe von Wiesbaden nieder und arbeitete in Frankfurt als Werbefachmann.

## Schriften
- Sprengstoff. Frundsberg, Berlin 1930.
- Franz Alfons Gayda, Friedrich Wilhelm Heinz und Franz Schauwecker: Nation und Schrifttum. Berlin 1933.
- Die Nation greift an. Geschichte und Kritik des soldatischen Nationalismus: Das Reich, Berlin 1933
- Kameraden der Arbeit. Deutsche Arbeitslager: Stand, Aufgabe und Zukunft. Frundsberg, Berlin 1933
- Mensch Unbekannt. Begegnung und Erinnerung. Eckart, Berlin 1934
- Documents. Revue mensuelle des questions allemandes, 6. = N° spécial. Themenheft: Freies Deutschland. Hg. Centre d'études culturelles, économiques et sociales.[13] Eigenverlag, Paris 1949
- Durchbruch ins Reich. Bublies, Schnellbach 2011, ISBN 978-3-937820-15-6
- Erinnerungen 1919–1945, Vom nationalen Revolutionär in der Brigade Ehrhardt zum Widerstandskämpfer in der Abwehr und der Division Brandenburg. Michael Heinz Verlag, Kleinmachnow 2016, ISBN 978-3-00-053754-7